# حسن كامل
حسن كامل (1893 - 1959) ممثل مصري، ولد في حي الجمالية بالقاهرة، التحق بالكتاب في طفولته وحفظ القرآن.

## حياته الفنية
بدأ حياته الفنية كمنولوجست وإشتهر بالمونولوجات الوطنية والتي كان يقوم بتأليفها وتلحينها، ثم إلتحق بالعديد من الفرق المسرحية، حيث عمل مع نجيب الريحاني وفرقة يوسف عز الدين، اقتحم مجال السينما من خلال المشاركة بفيلم قبلة في الصحراء عام 1927، لتتوالى بعدها أعماله حتى الخمسينيات من القرن العشرين، وقام بالتمثيل في أكثر من سبعين فيلما ومن أبرز أعماله (بابا أمين، أزهار وأشواك، ليلى بنت الأغنياء)، إلى جانب عمله في المسرح والإذاعة، شكل ثنائيًا فنيًا مع مختار حسين، تزوج في سن متقدمة لأول مرة وأنجب ابنه الوحيد، وافته المنية عام 1959.

## قائمة أعماله

### الأفلام
- الكماشة
- ليلة الدخلة - 1950 ... الخواجة موسكا
- سيبوني أغني - 1950 ... عنتر بيه الأسد
- جوز الأربعة - 1950
- أسمر وجميل - 1950 ... هاملت
- أختي ستيتة - 1950 ... ضرغام
- بابا أمين - 1950 ... مبروك
- كيد النساء - 1950 ... العم - والد عليه وسنية
- حبايبي كتير - 1950
- بابا عريس - 1950 ... ميمى
- مكتب الغرام - 1950
- شارع البهلوان - 1949 ... الدكتور
- منديل الحلو - 1949
- لهاليبو - 1949
- الستات كدة - 1949
- عقبال البكاري - 1949 ... عم الست تحية
- على أد لحافك - 1949
- نص الليل - 1949
- أوعى المحفظة - 1949 ... فؤاد بك
- كلام الناس - 1949
- فاطمة وماريكا وراشيل - 1949 ... عم فاطمة
- العيش والملح - 1949
- الزناتي خليفة - 1948
- حب وجنون - 1948 ... موظف كازينو كزا بيلنكا
- الروح والجسد - 1948
- طلاق سعاد هانم - 1948
- بنت المعلم - 1947
- عروسة البحر - 1947
- حبيب العمر - 1947 ... مرعش
- جحا والسبع بنات - 1947
- صباح الخير - 1947
- فاطمة - 1947 ... عنتر القرداتى
- أزهار وأشواك - 1947
- المنتقم - 1947 ... متولى - فراش المعمل
- الماضي المجهول - 1946 ... كاتب الدايرة
- الخمسة جنيه - 1946 ... عم إبراهيم
- نجف - 1946
- الأحدب - 1946
- مجد ودموع - 1946 ... مونولوجست
- الطائشة - 1946 ... منصور
- عودة طاقية الإخفاء - 1946
- ليلى بنت الأغنياء - 1946 ... رشوان - أبو جميل وأخو منيرة هانم
- صاحب بالين - 1946
- دايما في قلبي - 1946
- لست ملاكاً - 1946 ... الجد
- الحظ السعيد - 1945 ... الاستاذ حجازى الموسيقار
- شهر العسل - 1945 ... محرم بك
- المظاهر - 1945
- السوق السوداء - 1945 ... الترزي
- البني ادم - 1945
- البيه المزيف - 1945
- ليلى بنت الفقراء - 1945 ... منيب البقال عم ليلى
- جمال ودلال - 1945
- بين نارين - 1945
- الجيل الجديد - 1945 ... الخواجة جريجورى تودرى
- رصاصة في القلب - 1944
- طاقية الإخفاء - 1944
- شهداء الغرام - 1944 ... همام
- شارع محمد علي - 1944 ... نسيم بيه كفتة
- نادوجا - 1944
- البؤساء - 1943 ... صاحب اللوكاندة
- نداء القلب - 1943
- كليوباترا - 1943
- ممنوع الحب - 1942 ... على بك أبو المجد
- العمر واحد - 1942 قصير
- ابن الصحراء - 1942
- لو كنت غني - 1942 ... السكران
- عايدة - 1942
- أحلام الشباب - 1942 ... جميل دعبس
- سي عمر - 1941 ... زبون اللوكاندة
- انتصار الشباب - 1941 ... بندق
- العزيمة - 1939 ... أبو فاطمة
- دنانير - 1939 ... حسين الخليع
- شيء من لا شيء - 1938 ... رئيس جمعية الإرهاب
- لاشين - 1938 ... حليم
- مبروك - 1937
- قبلة في الصحراء - 1927

## وصلات خارجية
- حسن كامل على موقع IMDb (الإنجليزية)
- حسن كامل على موقع قاعدة بيانات الأفلام العربية

- صفحة الممثل على موقع السينما